# Teoria algébrica dos números

Teoria algébrica dos números é um ramo da teoria dos números em que o conceito de número é expandido para o de número algébrico, que são raízes de polinômios com coeficientes racionais. Um corpo de números algébricos é uma extensão de corpo finita (e por isso algébrica) dos números racionais. Estes domínios contêm elementos análogos aos inteiros, os chamados inteiros algébricos. Nesta conformação, as propriedades familiares aos inteiros (e.g. fatoração única) não necessitam valer. A virtude da maquinaria empregada — teoria de Galois, cohomologia de grupos, teoria dos corpos de classes, representação de grupo e funções-L — é que ela permite recobrar parcialmente tal ordem para essa nova classe de números.
Muitas questões em teoria de números são melhor atacadas estudando-as modulo p para todos os primos p (veja-se: corpos finitos). Isto é chamado localização e leva à construção dos números p-ádicos. Este campo de estudo é chamado análise local e emerge da teoria algébrica de números.

### Textos introdutórios
- Stein, William (2012), Algebraic Number Theory, A Computational Approach (PDF)
- Ireland, Kenneth; Rosen, Michael (2013), A classical introduction to modern number theory, ISBN 978-1-4757-2103-4, 84, Springer, doi:10.1007/978-1-4757-2103-4
- Stewart, Ian; Tall, David (2015), Algebraic Number Theory and Fermat's Last Theorem, ISBN 978-1-4987-3840-8, CRC Press

### Textos intermediários
- Marcus, Daniel A. (2018), Number Fields, ISBN 978-3-319-90233-3 2nd ed. , Springer

### Textos de nível avançado
- Cassels, J. W. S.; Fröhlich, Albrecht, eds. (2010) [1967], Algebraic number theory 2nd ed. , London: 9780950273426, MR 0215665
- Fröhlich, Albrecht; Taylor, Martin J. (1993), Algebraic number theory, ISBN 0-521-43834-9, Cambridge Studies in Advanced Mathematics, 27, Cambridge University Press, MR 1215934
- Lang, Serge (1994), Algebraic number theory, ISBN 978-0-387-94225-4, Graduate Texts in Mathematics, 110 2 ed. , New York: Springer-Verlag, MR 1282723